# Nemzeti Olimpiai Stadion (Tokió)
A Nemzeti Olimpiai Stadion (japánul: 国立霞ヶ丘陸上競技場, Kokuritsu Kasumigaoka Rikujō Kyogijō) vagy Nemzeti Stadion sportlétesítmény Sinjukuban, Tokióban, Japánban. Legjobban az 1964-es nyári olimpia helyszíneként ismert. A Meiji Parkban található, a Meiji templom közelében.
Jelenleg a japán labdarúgó-válogatott játssza itt hazai mérkőzéseit, de más labdarúgó versenyek helyszíneként is szolgál.
Méretei 105 × 68 m. Jelenlegi befogadóképessége 48 000 ülőhely, összesen 57 363 hely van a stadionban. Építését 1958-ban fejezték be, a lebontott Meiji Szentély Külső Parki Stadion helyén.

## Nagyobb eseményei
A stadion eddigi legfőbb rendezvénye az 1964. évi nyári olimpiai játékok volt. Itt került sor a játékok nyitó- és záróünnepségére, az atlétikai versenyekre, a díjlovaglásra, valamint a labdarúgó-döntőre is.
Az első nagyobb esemény az 1958-as ázsiai játékok volt a sportlétesítményben. Ezen kívül több rangos versenynek adott otthont, például az 1991-es atlétikai világbajnokságnak, a Mirage Bowl főiskolai labdarúgókupának 1976–93 között, valamint a labdarúgó-világkupának is 1980–2001-ben.
Mivel Japán nemzeti stadionja, az építményben rendezik minden évben a Császár Kupáját újévkor, a Yamazaki Nabisco-kupát novemberben, valamint a Japán Szuperkupát február végén.
A stadionban rögbijátékok is láthatók, főleg az egyetem rögbiverseny döntői. Ennek az oka, hogy a közeli, nála kisebb Csicsibu Herceg Stadion férőhelye nem elegendő a szurkoló egyetemistáknak.
2009-ig mindössze három együttes  koncertezett az építményen belül: a Dreams Come True, a SMAP és az Arashi.

### Fordítás
- Ez a szócikk részben vagy egészben  a   National Olympic Stadium (Tokyo) című angol Wikipédia-szócikk fordításán alapul.  Az eredeti cikk szerkesztőit annak laptörténete sorolja fel. Ez a jelzés csupán a megfogalmazás eredetét és a szerzői jogokat jelzi, nem szolgál a cikkben szereplő információk forrásmegjelöléseként.